# Бакур III (цар Іберії)
Бакур III (*ბაკურ , д/н — 580) —останній цар Кавказької Іберії 570—580 роках. Стосовно нумерації цього Бакура є дискусія: одні дослідники рахують його серед Бакурів династії Хосровідів, що відповідає номуре «III», інші — за загальною нумерацією іберійських царів, що відповідає — «V».

## Життєпис
Походив з династії Хосровідів. Син царя Фарсмана VI. Посівтрон 570 року. На той час царський титул остаточно став номінальний. Бакур III контролював невеличку область навколо міста-фортеці Уджарма. Під час нової персько-візантійської війни, що почалася 572 року зберіг вірність шахіншаху Хосрову I.
До кінця панування залишався фактично невеличким князьком. Втім завдяки візантійському імператору Юстину II через його володіння став пролягати один відрізків Шовковому шляху.
Помер Бакур III 580 року. Цим скористався новий шахіншах Ормізд IV скасував царський титул Іберії, остаточно передавши управління своїм марзпанам (намісникам).

## Родина
- Адарнасе (д/н—637), еріставі Кахетії